# Bargansé
Ne doit pas être confondu avec Bargansé-Peulh.
Bargansé est une commune située dans le département de Zabré de la province de Boulgou dans la région du Centre-Est au Burkina Faso.